# Васьковский, Евгений Владимирович
Евгений Владимирович Васьковский (пол. Eugeniusz Włodzimierz Waśkowski, 21 февраля 1866, Аккерман — 29 мая 1942, Варшава) — русский и польский цивилист и процессуалист, адвокат и судья.

## Биография
Евгений Владимирович Васьковский родился в Аккермане (по другим данным в Одессе) в 1866 году в семье обедневших дворян, происходивших из Польши.
Первоначальное образование получил в Ришельевской гимназии, которую окончил с золотой медалью в 1883 году. После этого поступил на юридический факультет Новороссийского университета. По окончании университета в 1888—1897 годах занимался адвокатской практикой в качестве присяжного поверенного по гражданским делам.Его брат Анатолий Владимирович Васьковский был присяжным поверенным в Одессе на 1906 год.
В 1893 году написал работу «Организация адвокатуры», изданную в Санкт-Петербурге в двух томах, и обратился в Совет юридического факультета Санкт-Петербургского университета с прошением о допуске его к защите этого сочинения в качестве диссертации на степень магистра гражданского права, но получил отказ.
Однако, Е. В. Васьковский при поддержке Г. Ф. Шершеневича добился допуска к магистерскому экзамену в Казанском университете и получил после его успешной сдачи научную командировку в Западную Европу. В течение целого года — с лета 1894 года и до лета 1895 года — Е. В. Васьковский слушал лекции по философии и юриспруденции ведущих европейских правоведов в университетах Германии и Франции, при этом он работал в библиотеках, публиковался, занимался переводами иностранных сочинений на русский язык.
В 1894 году вышел первый том его «Учебника гражданского права», а в 1896 году в Санкт-Петербурге — второй том. По его словам, это был «учебник, заключающий в себе сжатый очерк теории гражданского права с беглыми указаниями на иностранные кодексы и литературу и более подробное изложение действующего русского законодательства в связи с толкованиями отечественных юристов и кассационной практикой».
В течение 1894-1895 годов он опубликовал серию статей по вопросам гражданского права и гражданского судопроизводства в «Журнале Санкт-Петербургского Юридического общества» и «Журнале Министерства юстиции». В 1895 году в Санкт-Петербурге вышла в свет книга Е. В. Васьковского «Основные вопросы адвокатской этики».
В 1897 году он защитил как кандидатскую диссертацию работу «Организация адвокатуры». О ней одобрительно отозвался Г. Ф. Шершеневич. В том же году он был принят на должность приват-доцента по кафедре гражданского права и гражданского судопроизводства в Императорский Новороссийский университет.
В 1901 году в Казанском университете защитил уже докторскую диссертацию «Учение о толковании и применении гражданских законов» (первая часть его «Цивилистической методологии»).
В 1904 году Е. В. Васьковский стал экстраординарным профессором по кафедре гражданского права и гражданского судопроизводства в Новороссийском университете, а в 1906 году занял должность ординарного профессора по той же кафедре.
После учреждения в октябре 1906 года Министерством народного просвещения выборной должности проректора университета, Е. В. Васьковский был избран проректором новороссийского университета по работе со студентами. Но в феврале 1909 года на основании решения Уголовного кассационного департамента Правительствующего Сената он был отрешён от должности с воспрещением состоять на государственной службе в течение трёх лет. Дело получило большой общественный резонанс. Студенты и преподаватели Новороссийского университета выражали протесты против суда над Е. В. Васьковским, но они не дали результата.
В Русском биографическом словаре сказано, что причиной отрешения от должности было непринятие им репрессивных мер против студентов в 1905-1906 годах.
В 1913 году были изданы первый том его «Курса гражданского процесса» и «Руководство к толкованию и применению законов для начинающих юристов», а в 1914 году вышло первое издание «Учебника гражданского процесса» (второе широко известное издание было опубликовано в 1917 году).
О последнем периоде жизни Е. В. Васьковского в русскоязычных источниках сохранилось крайне мало сведений. Было известно только, что он эмигрировал в Чехословакию, где читал лекции по гражданскому праву и гражданскому судопроизводству студентам Русского Юридического факультета в Праге.
В 1924 году руководство польского университета имени Стефана Батория в Вильно пригласило его на работу. 28 августа того же года президент Польши С. Войтеховский подписал ходатайство университета о назначении Васьковского. Занимал пост декана юридического факультета в 1924/1926 учебном году, возглавлял кафедру гражданского права и процесса, до 1934 года — кафедру гражданского права, с 1936 года, выйдя на пенсию по возрасту, читал лекции как почётный профессор.
С 1928 года был членом комитета по кодификации Республики Польша, а также почётным судьей в Вильнюсском окружном суде.
В 1938 году он стал член-корреспондентом Польской Академии знаний.

## Научная деятельность
Е. В. Васьковский — видный юрист начала XX века. В его трудах рассматривались вопросы из различных областей юридической науки. Он написал учебники по гражданскому праву, по гражданскому процессу, по морскому торговому праву, работы по организации и перспективам развития русской адвокатуры, руководство по юридической этике, юридической технике и толкованию права. Он был известен также как редактор переводов немецкого издания по «теории владения» Иеринга и издания по французской философии первой половины XIX века.
Книги Е. В. Васьковского переиздаются до сих пор. Особенно известен учебник гражданского процесса. Это была в своем роде первая книга, полностью и на должном научном уровне освещающая гражданское процессуальное право, его базовые принципы и нормы, взаимосвязь с гражданским правом. Высокий уровень издания сразу же был признан современниками. Процессуалист А. А. Бугаевский признал учебник Е. В. Васьковского «самым полным из существующих учебников гражданского процесса», назвал его «образцовым учебником гражданского процесса и прекрасным пособием для начинающих юристов». Аналогично о нём отзывался и Т. М. Яблочков.
Е. В. Васьковский способствовал развитию законодательства, регулирующего гражданское судопроизводство в Республике Польша, а также науки гражданского процесса. Написал руководства по польскому гражданскому процессу (пол. Podręcznik procesu cywilnego, 1932; System procesu cywilnego, 1932), публиковался в «Варшавской судебной газете» (пол. Gazetą Sądową Warszawską), журнале "Палестра" (Palestra) - органе Главной Рады адвокатов Польши, многих других изданиях.

### Список произведений

#### Книги
- Альбом юмористических стихов Мартына Борули. 1889—1890. — Одесса: Тип. «Одесского Вестника», 1891. — 257 с. (авторство установлено по изданию: Масанов И. Ф. Васьковский, Евгений Владимирович // Словарь псевдонимов русских писателей, учёных и общественных деятелей : в 4 т. / Всесоюз. кн. палата; подгот. к печати Ю. И. Масанов; ред. Б. П. Козьмин. — М. : Всесоюзная книжная палата, 1960. — Т. 4 : Новые дополнения к алфавитному указателю псевдонимов. Алфавитный указатель авторов. — С. 97. — 558 с.)
- Организация адвокатуры: Историко-догматическое исследование. В 2 частях. — СПб., 1893.
  - Часть I. Очерк всеобщей истории адвокатуры. — Тип. П. П. Сойкина. — VIII, 396 с.
  - Часть II. Исследование принципов организации адвокатуры. — Тип. М. М. Стасюлевича. — 213 с.
- Учебник гражданского права: В 2 вып.. — 1-е изд. — СПб.: Изд. юрид. кн. маг. Н. К. Мартынова.
  - Выпуск I. Введение и общая часть. — 1894. — 169 с.
  - Выпуск II. Вещное право. — 1896. — 188 с.

2-е изд.: Учебник гражданского права. — 2-е изд. — М.: Статут, 2003. — 380 с. — ISBN 5-8354-0177-9.
- Цивилистическая методология. — 1-е изд. — Одесса: «Экономическая» тип., 1901. — Т. 1. Учение о толковании и применении гражданских законов. — IV, 376 с.

2-е изд.: Цивилистическая методология. Учение о толковании и применении гражданских законов. — М.: АО «Центр ЮрИнфоР», 2002. — 507 с. — ISBN 5-89158-083-7.
- Будущее русской адвокатуры: К вопросу о предстоящей реформе. — С-Пб.: Изд-е Н. К. Мартынова, 1893. — 20 с.

2-е изд.: Будущее русской адвокатуры: К вопросу о предстоящей реформе. — М.: Городец; Добросвет, 2000. — 31 с. — ISBN 5-89391-059-1.
- Основные вопросы адвокатской этики. — С-Пб.: Изд-е Н. К. Мартынова, 1895. — 46 с.

2-е изд.: Основные вопросы адвокатской этики // Традиции адвокатской этики. Избранные труды российских и французских адвокатов (XIX — начало XX в.) / Сост.: Елисеев И. В., Панкратов Р. Ю.; Предисл.: Тарло Е. Г. — С-Пб.: Юрид. центр Пресс, 2004. — 370 c. — C. 279—330.
- Ответ на отзыв проф. А. И. Загоровского. — Одесса: «Экономическая» тип., 1903. — 56 с.

2-е изд.: Перл учёной критики: Ответ проф. А. И. Загоровскому / 2-е изд., изм. и доп. — Одесса: тип. Г. Н. Каранта, 1904. — 72 с.
- Сборник задач по русскому гражданскому праву: Пособие для практ. занятий. — Одесса: «Экономическая» тип., 1904. — 82 с. (Напеч. также в: Записки имп. Новороссийского ун-та. — 1904. — т. 98. — C. 1-86)

2-е изд.: Задачи по русскому гражданскому праву: Пособие для практ. занятий. — 2-е изд., изм. и доп. — Одесса: Изд. кн. маг. «Образование», 1907. — VIII, 87 с.
- Учебник морского торгового законоведения / Сост.: проф. Е. В. Васьковский, присяж. повер. О. Я. Пергамент. — С-Пб.: Тип. А. Бенке, 1906. — 260 с.
- Руководство к толкованию и применению законов: Для начинающих юристов. — М.: Бр. Башмаковы, 1913. — 152 с.

2-е изд.: Руководство к толкованию и применению законов. Для начинающих юристов / Вступ. ст. В. Д. Мазаева. — М.: Юрид. бюро «Городец», 1997. — 126 с. — ISBN 5-89391-017-6.
- Курс гражданского процесса. — М.: Изд. Бр. Башмаковых, 1913. — Т. I. Субъекты и объекты процесса, процессуальные отношения и действия. — XI, 691 с.
- Учебник гражданского процесса. — М.: Бр. Башмаковы, 1914. — 571 с.

2-е изд.: Учебник гражданского процесса. — 2-е изд., перераб. — М.: Изд. Бр. Башмаковых, 1917. — IX, III, 429 с.
3-е изд.: Учебник гражданского процесса / Под ред., с предисл. В. А. Томсинова. — М.: Зерцало, 2003. — 464 c. — ISBN 5-8078-0090-7.
4-е изд.: Учебник гражданского процесса / 2-е изд., перераб. — Краснодар, 2003. — 52 с. — ISBN 5-8209-0185-1.
- Задачи по гражданскому процессу. — 2-е изд., перераб. — М.: Изд. Бр. Башмаковых, 1915. — 77 с.
- Отчёт по командировке 1916 года д. с. с. Васьковского: Заметки и наблюдения при осмотре некоторых благотворительно-воспитательных заведений и учреждений, получающих пособия из средств Роман. ком. на дело призрения сирот сел. населения и детей ниж. чинов, призв. на действ. воен. службу, в пределах Владим., Воронеж., Екатериносл. и Рязан. губ. — Петроград: Гос. тип., 1916. — 51 с.

#### Статьи
- Недостатки устава гражданского судопроизводства // Журнал Санкт-Петербургского Юридического Общества за 1894—96 года.
- О разборчивости при принятии дел к защите // Журнал Санкт-Петербургского Юридического Общества. — 1894. — № 6.
- Приобретение движимости от несобственника // Журнал Министерства Юстиции. — 1895. — № 1.
- Давность и церковные земли // Журнал Министерства Юстиции. — 1895. — № 5.
- Значение адвокатуры // Журнал Министерства Юстиции. — 1895. — № 8.
- К вопросу о реформе адвокатуры // Журнал Санкт-Петербургского Юридического Общества. — 1895. — № 10.
- Понятие владения по русскому праву // Журнал Министерства Юстиции. — 1896. — № 4.
- О судейском усмотрении при толковании законов // Право. — 1901. — № 50.

#### Переводы
- Иеринг, Рудольф фон. Теория владения / Сокр. пер. Е. В. Васьковского. — С-Пб.: Изд-е Н. К. Мартынова, 1895. — 48 с.
- Тэн, Ипполит. Французская философия первой половины XIX века = Les philosophes classiques du XIX s. en France / Пер. с 6 фр. изд. Ю. В.; Под ред. и с предисл. Е. Васьковского. — С-Пб.: Изд-е Н. К. Мартынова, 1896. — 220 с.